# Structure réticulée courbe

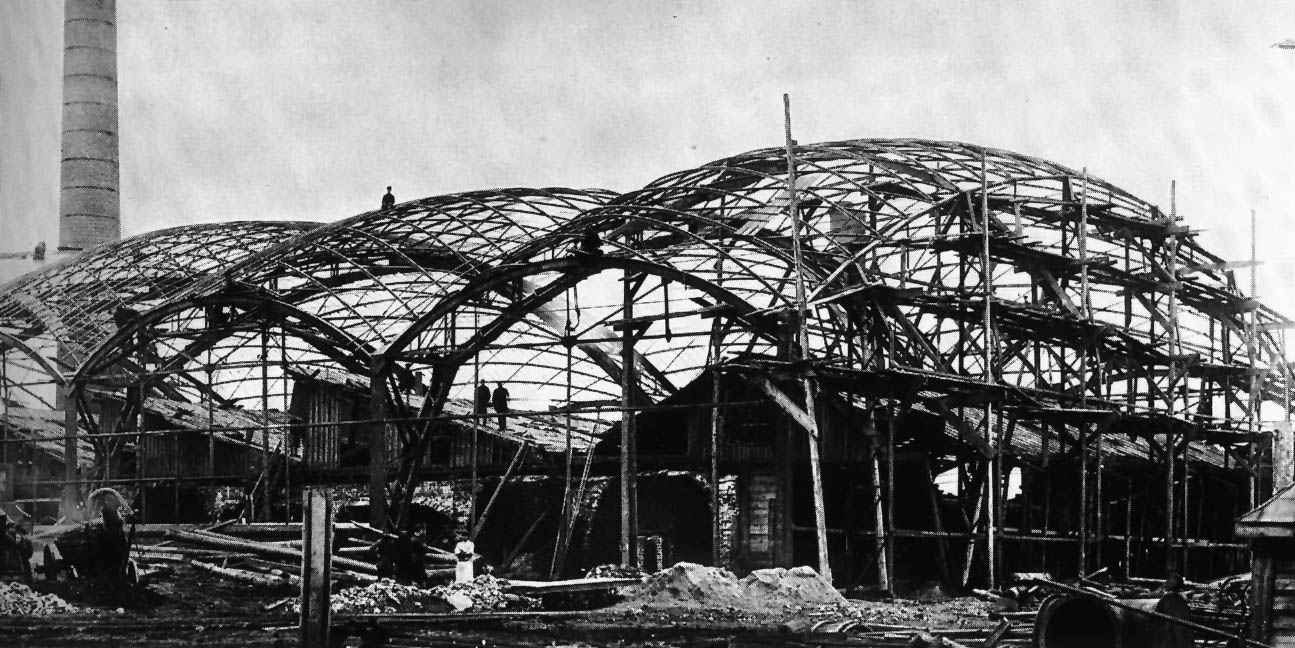
La structure réticulée courbe en acier de Vladimir Choukhov (pendant la construction), Vyksa près de Nijni Novgorod, 1897

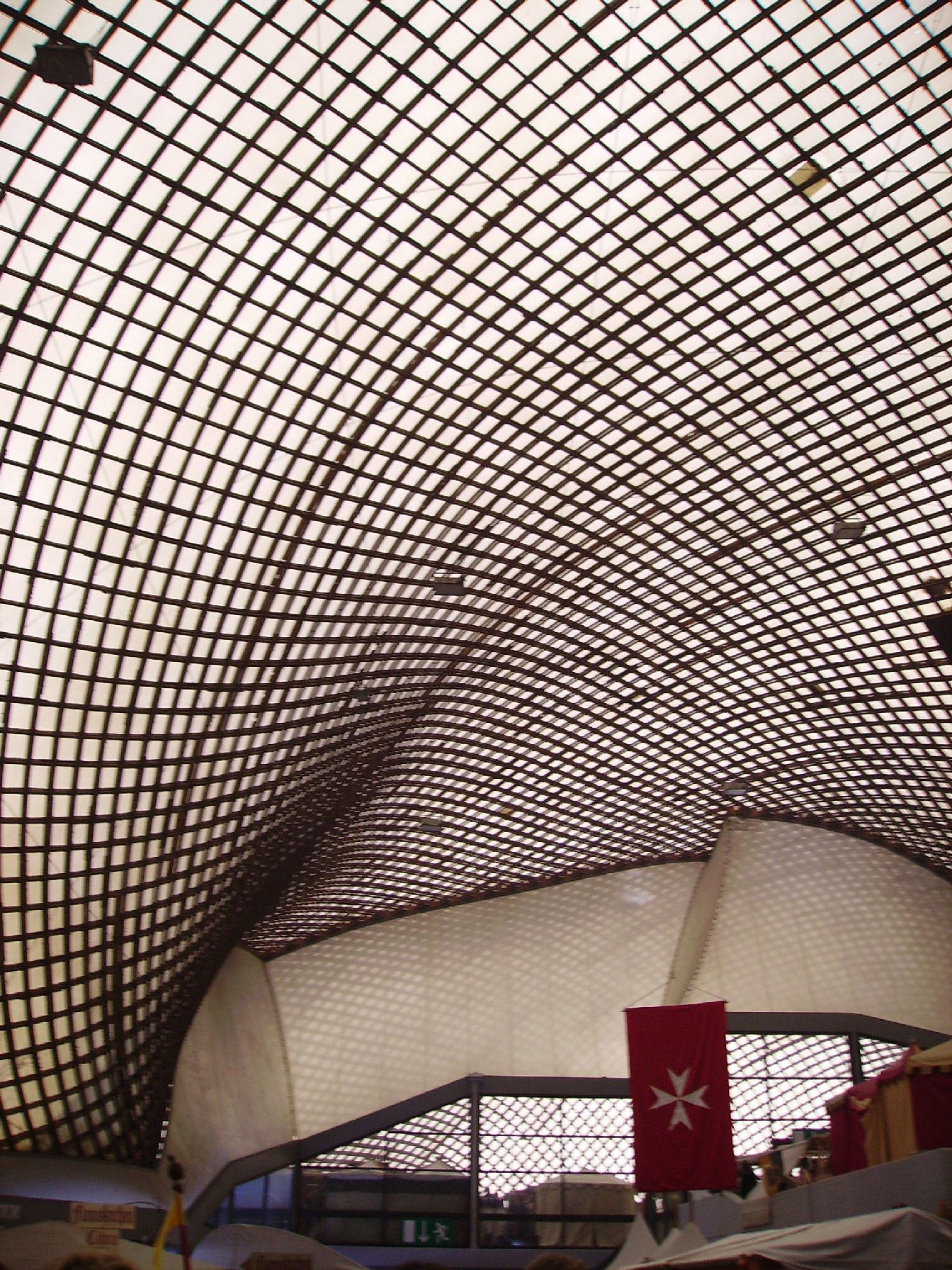
Multihalle à Mannheim, une structure réticulée courbe en bois conçue par Frei Otto

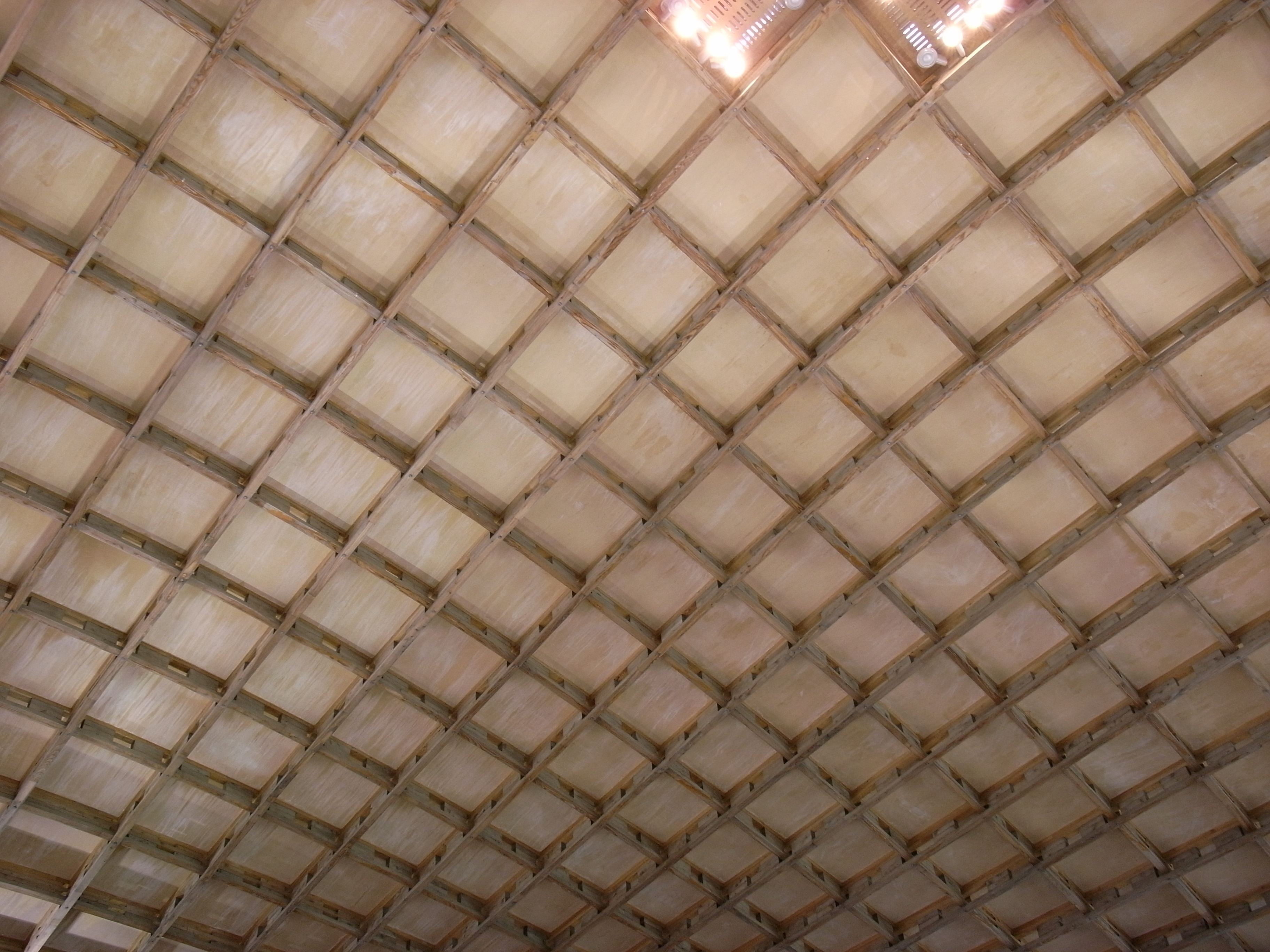
Intérieur du en Structure réticulée courbe

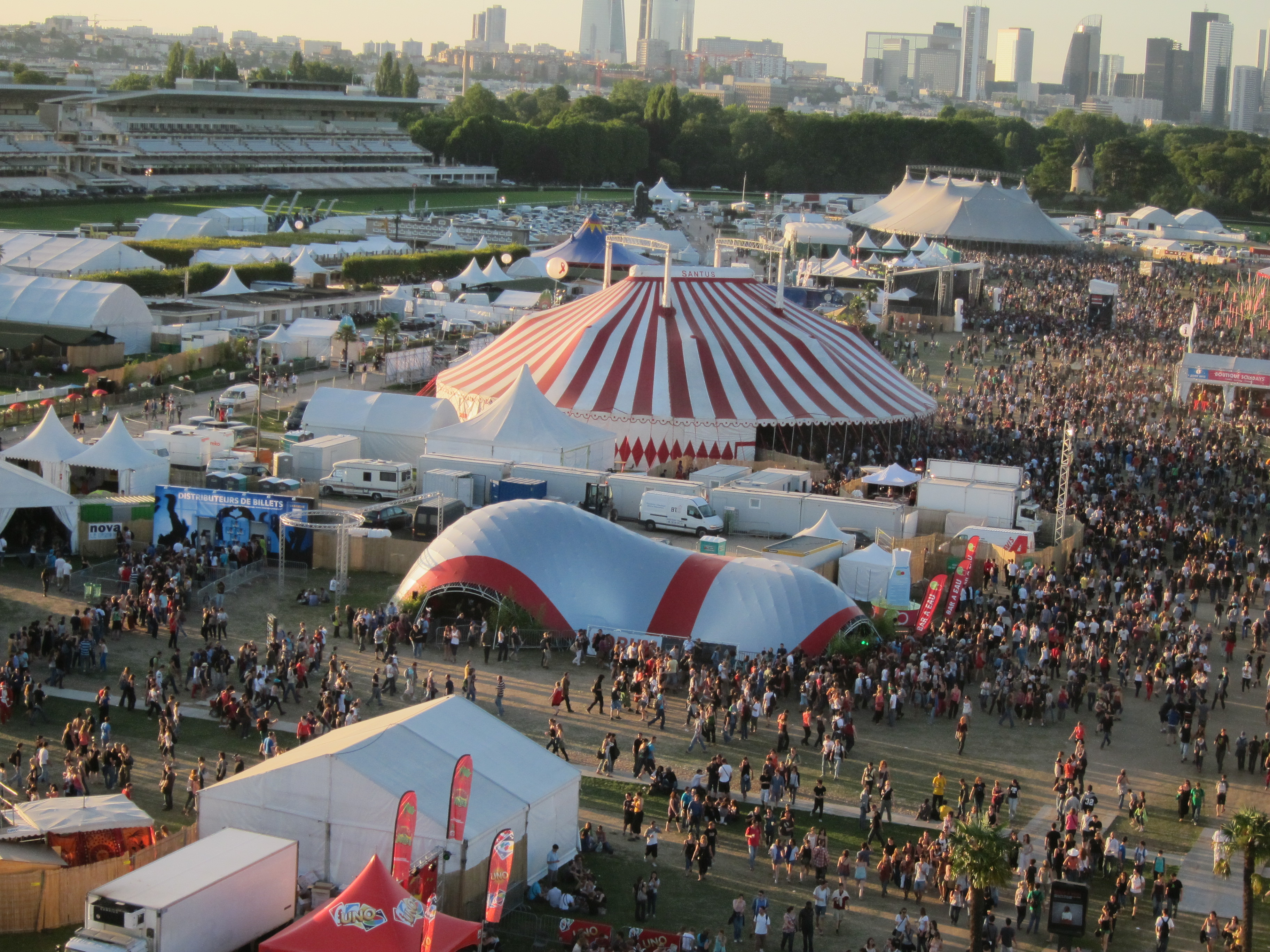
Forum Solidays : une coque grillagée élastique en matériau composite fibre de verre de 350 m², Paris, France, 2011

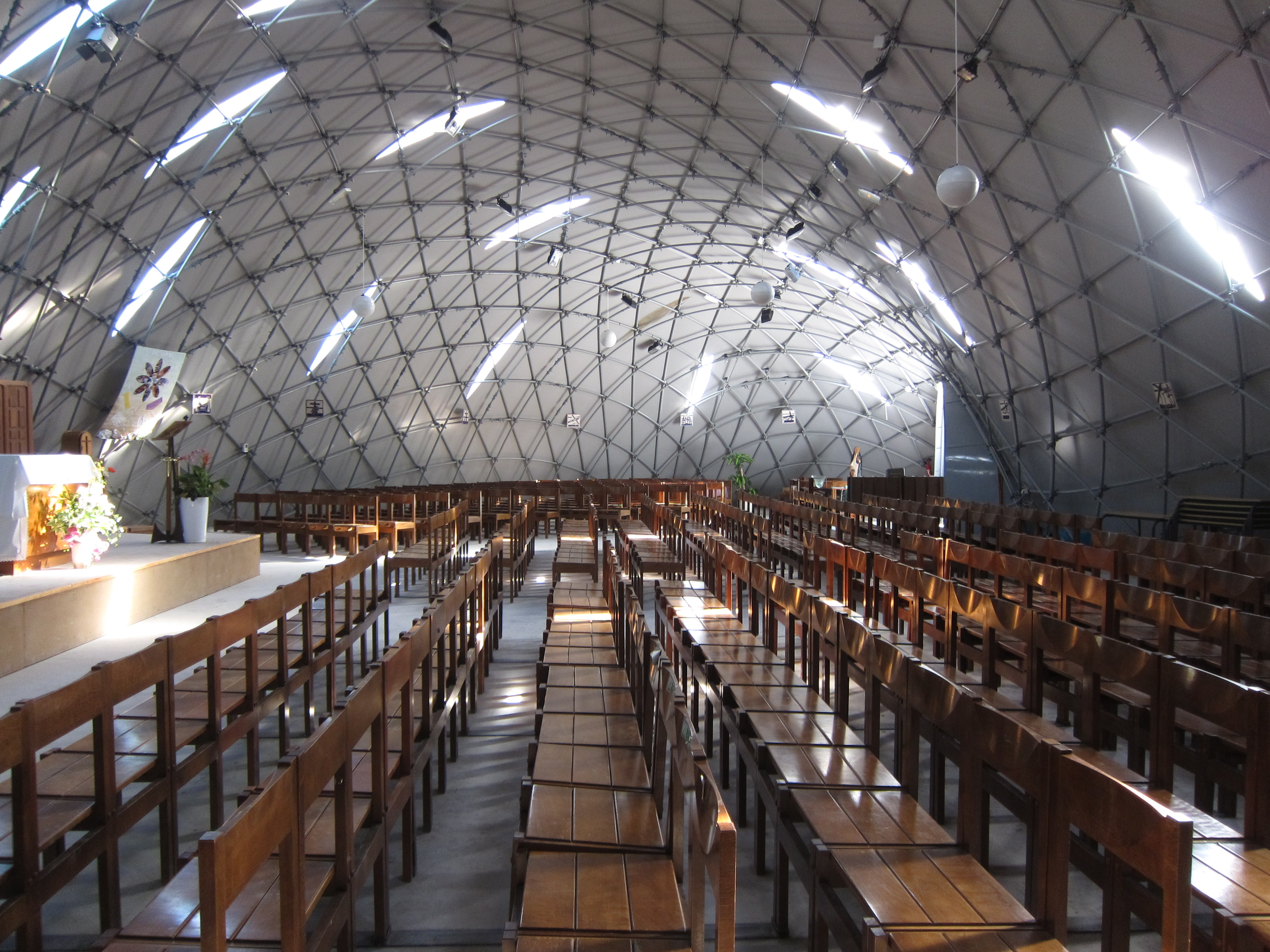
Cathédrale éphémère : une coque élastique en matériau composite de fibre de verre de 400 m², Créteil, France, 2013

Une structure réticulée courbe (en anglais : gridshell) est une structure qui tire sa résistance de sa double courbure (de la même manière qu'une structure tendue (en)), mais est construite à partir d'une structure réticulée ou d'un treillage.
La structure réticulée courbe peut être constituée de n’importe quel matériau, mais elle est le plus souvent en bois (semblable à un treillage de jardin) ou en acier.
Les structures réticulées courbes ont été lancées en 1896 par l'ingénieur russe Vladimir Choukhov dans la construction des pavillons d'exposition de l'Exposition panrusse de 1896 (en) à Nijni Novgorod.
Les structures réticulées courbes en bois de grande portée sont généralement construites en disposant initialement les éléments principaux de latte à plat dans un treilliage carré ou rectangulaire régulier, puis en les déformant pour obtenir la forme doublement incurvée souhaitée. Cela peut être réalisé en poussant les membres du sol, comme dans la Multihalle de Mannheim. Des projets plus récents tels que le Savill Building (en) ont été construits en posant les lattes par  dessus d'une structure d'échafaudage temporaire de grande taille qui a été retirée par étapes pour permettre aux lattes de s'installer selon la courbure souhaitée.

## Bâtiments en structure réticulée courbe
- Rotunde Shukhov (en) par Vladimir Choukhov, 1896
- Mannheim Multihalle de Frei Otto et Arup Structures 3 (dont de nombreux membres de l'équipe sont partis plus tard pour fonder le Buro Happold), un très grand espace d'exposition construit en 1975.
- Pavillon du Japon, Expo 2000, par Frei Otto, Buro Happold, Shigeru Ban et SONOCO, une Structure réticulée courbe de tubes en papier circulaires, 2000[3].
- Gridshell modulaire Flimwell Woodland Enterprise Center par Feilden Clegg et Atelier One (en), 2000[4].
- Weald and Downland Living Museum (en) par le Buro Happold et Edward Cullinan architects, une structure réticulée courbe en bois à deux couches et la première structure réticulée courbe construite au Royaume-Uni, 2002.
- Pishwanton Hand-Built Gridshell par David Tasker et Christopher Day, 2002[5].
- Plateforme d'observation du zoo de Helsinki par Ville Hara, 2003
- Savill Building (en) dans le Windsor Great Park par le Buro Happold et Glenn Howells Architects, une grande structure réticulée courbe en bois à quatre couches, 2006.
- Toiture de la cour d'une villa rurale, Ostuni, Italie, par cmmkm architettura e design , Roberto Ruggiero, Alfonso Petta, Felice Grasso et Fabio Figlia, 2007[6].
- Toiture de la terrasse de la Masseria Ospitale, Lecce, Italie, par cmmkm architettura e design ,avec Bernardino D'Amico et Filomena Nigro, 2010[7].
- Centre Pompidou-Metz par Shigeru Ban et Arup, 2010.
- Solidays 2011 Gridshell[8]
- Gridshell Napoli par Andrea Fiore, Daniele Lancia, Sergio Pone, Sofia Colabella, Bianca Parenti, avec Bernardino D'Amico (consultant en structure) et Francesco Portioli (consultant en structure), 2012[9],[10].
- Pavillon sur le site archéologique de Sélinonte par cmmkm architettura e design et l'architecte Bernardino D'amico, Andrea Fiore et Danièle Lancia, 2012[11]
- SUTD Library Pavilion, Singapour, par SUTD City Form Lab et ingénieurs de l'Arup Singapour, 2013[12].
- Structure spatiale amphithéâtre en bambou, PUC Rio de Janeiro, par Bambutec, 2014[13].
- Crossrail Place (en), Londres, par Foster + Partners, 2015.

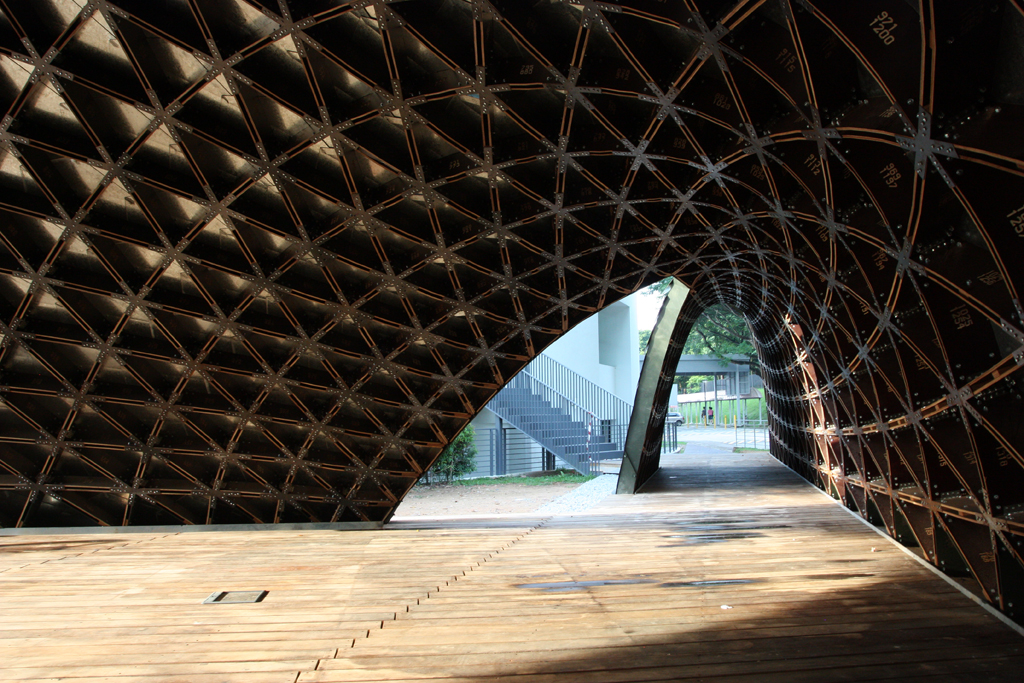
Pavillon de la bibliothèque SUTD

- Wisdome, Stockholm, 2022[14].